# Neotropisk flodutter
Neotropisk flodutter (Lontra longicaudis) är en däggdjursart som först beskrevs av Ignaz von Olfers 1818.  Lontra longicaudis ingår i släktet Lontra, och familjen mårddjur.

## Utseende
Arten når en kroppslängd (huvud och bål) av 36 till 66 cm, en svanslängd av 37 till 84 cm och en vikt mellan 5 och 15 kg. Hannar är allmänt 20 till 25 procent större än honor. Neotropisk flodutter har 9,4 till 14,4 cm långa bakfötter och 1,8 till 2,2 cm långa öron. Den liknar med sin gråbruna päls den europeiska uttern. Pälsen är på undersidan lite ljusare och på strupen ännu ljusare. Mellan tårna förekommer simhud.

## Utbredning och habitat
Denna utter förekommer i stora delar av Central- och Sydamerika från Mexiko till Uruguay. I Sydamerika hittas den främst öster om Anderna och den saknas i mera torra områden i nordöstra Brasilien. Arten når i bergstrakter ibland 4000 meter över havet. Den är däremot vanligare i landskap som ligger lägre än 1500 meter.
Neotropisk flodutter kan anpassa sig till flera olika habitat när det finns vattendrag. Den lever bland annat i städsegröna regnskogar, i lövfällande skogar, i träskmarker, i savanner och vid klippiga kuster. Där besöker arten även bräckt vatten. Neotropisk flodutter hittas även i kulturlandskap som jordbruksmark och betesmark.

## Ekologi
När honor inte är brunstiga lever varje vuxen individ ensam och de har troligen avgränsade revir. Territoriet markeras med avföring och med vätska från doftkörtlarna. Arten jagar främst fisk men den är troligen mycket variabel i födovalet. Neotropisk flodutter äter även groddjur, kräftdjur, vattenlevande insekter och andra ryggradslösa djur. Ibland faller ett litet kräldjur, ett mindre däggdjur eller en småfågel offer för uttern. Enligt allt som är känt konkurrerar arten inte med jätteuttern (Pteronura brasiliensis) om samma föda. Antagligen jagar neotropisk flodutter andra byten i dessa regioner där båda arter förekommer.
Arten faller ibland offer för anakondor (Eunectes) och för jaguar och i vissa fall dödas ungar av hundar och rovfåglar.
Honor kan bli brunstiga under alla årstider men oftast sker parningen under den torra perioden. Efter dräktigheten som varar cirka 56 dagar föds en till fyra ungar, vanligen två eller tre. De nyfödda ungarna är blinda men de har päls. De öppnar sina ögon efter ungefär 44 dagar, syns utanför lyan efter cirka 52 dagar och får simförmåga efter cirka 74 dagar. Hannen lämnar honan efter parningen och är inte delaktig i ungarnas uppfostring.

## Underarter
Arten delas in i följande underarter:
- L. l. longicaudis
- L. l. annectens
- L. l. enudris

## Status
Arten jagades mellan 1950-talet och 1970-talet intensivt för pälsens skull. Den försvann så från vissa delar av utbredningsområdet. Flera stater inrättade ett jaktförbud för arten och dessutom listas neotropisk flodutter av CITES i appendix I som förbjuder handel med alla kroppsdelar. Tjuvjakt på arten är fortfarande ett problem. Det största hotet blev däremot habitatförstöring genom torrläggning av floder, skogsröjningar och vattenföroreningar. Flera individer dör i trafikolyckor när de korsar vägar. IUCN befarar att beståndet minskar med 25 procent under de kommande 25 åren (räknad från 2015) och listar arten som nära hotad (NT).